# Index Seminum quae Hortus Acclimatationis Plantarum Arautapae
Index Seminum quae Hortus Acclimatationis Plantarum Arautapae (abreviado Index Seminum Hortus Acclim. Pl. Arautap.) es un libro con ilustraciones y descripciones botánicas que fue escrito por el botánico sueco de nacimiento y español de adopción; Eric Ragnor Sventenius y publicado en el año 1969 con el nombre de Index Seminum quae Hortus Acclimatationis Plantarum Arautapae pro mutua commutatione offert MCMLXVIII